# Regions Field
O Regions Field é um estádio localizado em Birmingham, estado do Alabama, nos Estados Unidos, possui capacidade total para 8.500 pessoas, é a casa do Birmingham Barons, time de que joga na liga menor de beisebol Southern League, o estádio foi inaugurado em 2013.